# Вінланд

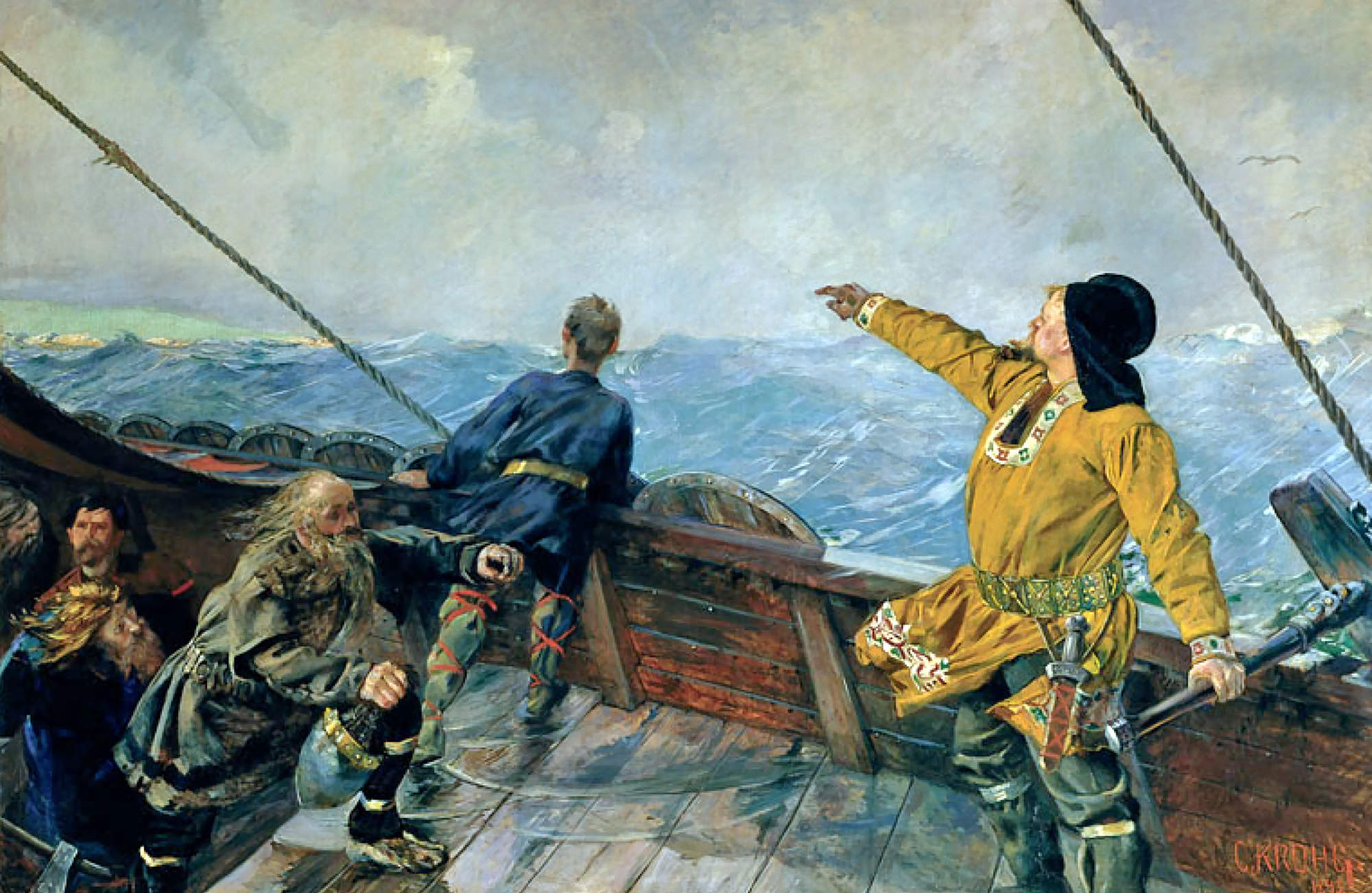
Leiv Eriksson oppdager Amerika («Лейф Еріксон відкриває Америку»), картина художника Крістіана Крога (1893)

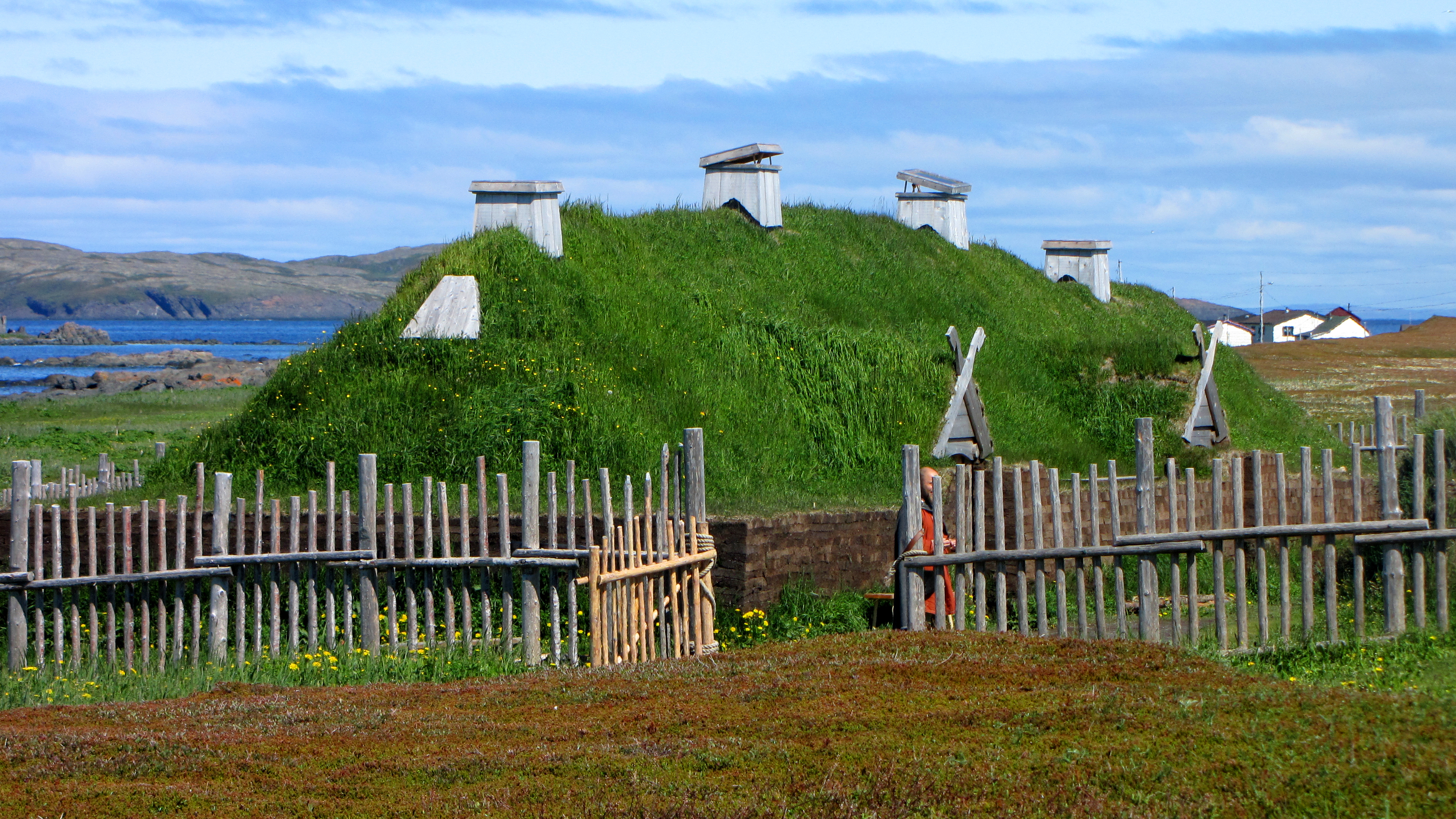
«Відновлена „довга хата“ вікінгів у Л'Анс-о-Медоуз, Ньюфаундленд і Лабрадор, Канада» (приблизно 1000 н. е.)

Вінла́нд також: Вінла́ндія (ісл. Vínland — «винна земля») — вікінзька назва узбережжя Затоки Святого Лаврентія (територія нинішніх канадських провінцій Ньюфаундленд, Нова Шотландія і Нью-Брансвік), яку дав Лейф Еріксон і вікінги, відкривши та заселивши певні території Північної Америки за п'ять століть до Христофора Колумба.

## Джерела

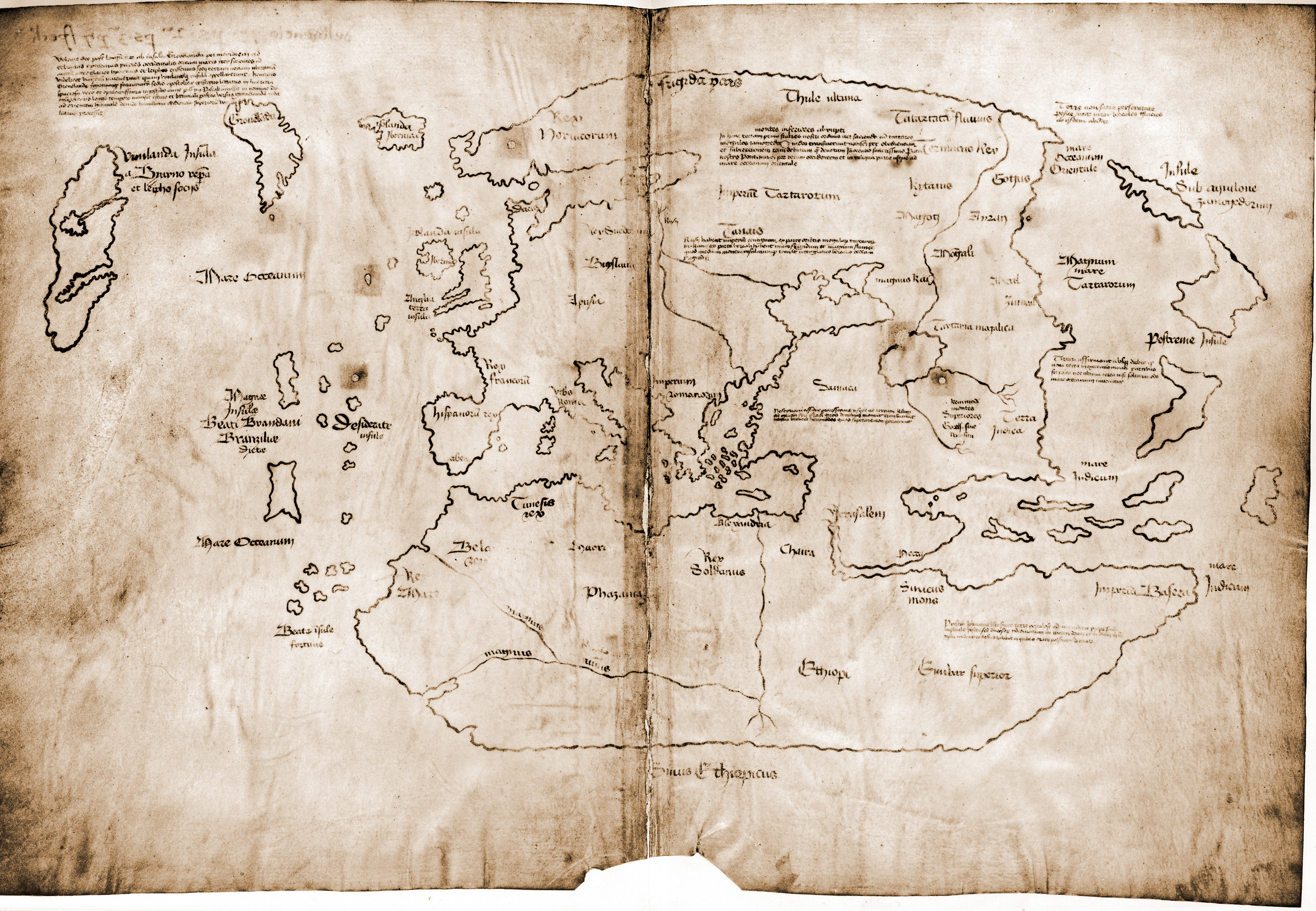
Історична Мапа Вінландії

## Колонізація Вінландії
У 1960 році археологи відкрили поселення вікінгів біля Л'Анс-о-Медоуз, Ньюфаундленд і Лабрадор, Канада. Радіовуглецеве датування дерев'яних об'єктів, знайдених у Л'Анс-о-Медоуз, підтвердило дату заснування поселення приблизно 1000 роком. Ймовірно, поселення вікінгів у Л'Анс-о-Медоуз було «воротами» півдня. Вікінги просунулися далі на південь уздовж американського узбережжя. Згідно з описами в сагах одне з місць стоянок вікінгів відповідає бухті річки Гудзон, у районі нинішнього Нью-Йорка. Дослідники схиляються до думки, що вікінги, ймовірно, допливали до сучасних Флориди та Мексики.
Поселення вікінгів у Л'Анс-о-Медоуз проіснувало 40 років. Вікінги були витіснені місцевими племенами індіанців, яких вікінги називали «вузькоокими».

## Сучасні дослідження
Учені досі намагаються встановити найпівденнішу межу вікінгської колонізації:
- Самюель Еліот Морісон (англ. Samuel Eliot Morison) у 1971 році припускав, що вікінги досліджували південну частину острова Ньюфаундленд.
- Ерік Ваглрен (англ. Erik Wahlgren) у 1986 р. припускав, що найпівденніші дослідження вікінгів досягали до Міраміші-Бей в провінції Нью-Брансвік.
- Ісландський кліматолог Палл Бергторссон (англ. Pall Bergthorsson) у 1997 р. припускав, що вікінгські дослідження материка могли б досягати до міста Нью-Йорк.

У будь-якому разі, щоб знайти виноград у Вінландії, вікінги мусили б подорожувати принаймні до південного берега річки Святого Лаврентія.
Згідно з результатами останніх досліджень історичної Мапи Вінландії, яку вважали створеною у Середньовіччі, вона виявилася підробкою, зробленою після 1920 року.

## Знахідки вікінгських часів
Досі декілька вікінгських артефактів знайдено на Баффіновій Землі та північному Лабрадорі в Канаді.  
Серед артефактів вікінгського походження в Північній Америці є норвезький пенінг XI століття, віднайдений в 1957 році у штаті Мен.
На південному березі річки Святого Лаврентія знайдено Кенсінгтонський рунічний камінь (англ. Kensington Runestone), проте науковці вважають його вмілою підробкою.